# میمه (دهلران)
مِیمه شهری در بخش سراب میمه شهرستان دهلران استان ایلام ایران است. میمه در مرکز بخش سراب میمه شهرستان دهلران قرار دارد و این شهر دارای آب و هوایی معتدل کوهستانی است و دارای روستاهایی دیدنی به نام تختان، آگره بید، گوراب بالا، گوراب پایین، فرخ‌آباد و بهرام آباد است.

## زبان
مردم میمه کرد هستند و به زبان کردی جنوبی تکلم می‌کنند.

## گردشگری
میمه به علت ارتفاع ۱٬۱۹۳ متری از سطح دریا دارای آب و هوای معتدل می‌باشد که در تابستان‌های داغ پذیرای مهمانان و گردشگران از اقصی نقاط شهر مخصوصاً شهرهای جنوب استان ایلام است این شهر سومین شهر استان ایلام است که دارای شهرداری بوده‌است.
- تپه میمه با دیرینگی ۴٬۵۰۰ تا ۴٬۱۰۰ سال پ.م. از مکان‌های باستانی منطقه است.[۶]
- آبشار آبتاف در مسیر میمه به پهله زرین‌آباد در زمره مکان‌های گردشگری استان ایلام است.[۷]
- «میمه» دارای طبیعتی سرسبز وباغات زیبا می‌باشد.
- چک دوسلی (دوستعلی) که به روایت کاوشگران اروپایی در قبل از انقلاب منطقه ای مسکونی است که در زیر خاک رفته‌است
- قلعهٔ به جای منده از دوران قبل از اسلام در محلهٔ پشت قلعه
- سنگ نوشته دوران قاجار
- باغات انجیر و گردو و…
- امامزاده سید فلک الدین ع
- امامزاده سید اکبر تختان
- منطقه طبیعی گردشگری میانه وار تختان
- آبشار زیبای چپی راسی تختان
- چشم‌اندازهای طبیعی رشته کوه کبیر کوه در شمال این شهر
- جنگل‌های انبوه بلوط